# Jan Peelen
Jan Peelen (Renkum, 9 december 1910 - 21 april 1997) was een Nederlandse verzetsstrijder in de Tweede Wereldoorlog. Hij speelde in oktober 1944 een sleutelrol tijdens Operatie Pegasus I, waarbij honderdveertig man, merendeels geallieerde soldaten die na de Slag om Arnhem waren achtergebleven, dwars door de Duitse linies ontsnapten richting bevrijd gebied. Hiervoor ontving Peelen onder andere de Militaire Willems-Orde.

## Levensloop

### Tweede Wereldoorlog
Peelen was boer en woonde in Renkum. Hij was de vijfde in een gezin van acht kinderen. De familie woonde in een huis aan de Brinkerweg 2, tegenwoordig de Europalaan 98. Op de dag van de Duitse inval, 10 mei 1940, werd Peelens broer Jacob samen met de knecht Gerrit van der Ham doodgeschoten. De burgers van Renkum moesten binnen blijven. De koeien die in het weiland bij Oranje Nassau's Oord stonden moesten toch gemolken worden. Beide mannen waagden het er op toen de beschieting minder leek te worden, maar werden alsnog dodelijk getroffen.
Tijdens de Slag om Arnhem was Jan Peelen voornamelijk betrokken bij hulpverlening aan burgers. Zo bracht hij voedsel aan het afgesloten Heveadorp en haalde melk op bij boeren in Bennekom voor de bewoners van het sanatorium Oranje Nassau's Oord. Ook was hij betrokken bij het opruimen van lichamen en achtergebleven munitie. Daarbij trof hij twee Britten aan. Peelen bracht hen in contact met het verzet die hen verder onderdak aanbood.
Na de door de geallieerden verloren slag werd Renkum frontgebied en daarom geëvacueerd. Peelen kreeg van de Duitsers toestemming om zijn dieren te verzorgen. 's Nachts verbleef hij in Oranje Nassau's Oord. Peelen gaf zijn ogen goed de kost en gaf veel informatie over de Duitse posities door aan het Nederlandse verzet. Deze belde deze informatie weer door aan de geallieerden die de doelen vanuit de Betuwe vervolgens weer beschoten.
Het Edese verzet schakelde Peelen in bij Operatie Pegasus I. Zijn neef Wim Peelen wist dat zijn oom nog steeds toegang had tot het gebied. Via Maarten van den Bent kwamen de Britse majoor Digby Tatham-Warter en verzetsman Driekus van de Pol in contact met Peelen. Peelen hielp bij het uitstippelen van een geschikte ontsnappingsroute. Tijdens deze operatie ontsnapten honderdveertig man, merendeels geallieerden die na de Slag om Arnhem in bezet gebied waren achtergebleven, dwars door de Duitse linies naar bevrijd gebied. Zij staken tussen Renkum en Wageningen de Rijn over. Peelen bracht de soldaten naar het verzamelpunt achter het hotel Nol in 't Bosch, waar een Duits commandocentrum zat. Vervolgens trad hij op als gids richting de Rijn, maar keerde terug om voor het vee te zorgen. Ook verwijderde hij alle sporen op de verzamelplaats.
Begin november 1944 werd ook voor Peelen de toestemming ingetrokken om zich op Renkums grondgebied te begeven. Hij gaf daar geen gehoor aan en dook onder in zijn ouderlijke huis, in de verwachting dat de geallieerden binnen enkele weken, zo niet dagen, Renkum zouden bevrijden. Peelen verraadde zichzelf bijna doordat hij de planten van zijn moeder water gaf. Dit viel op bij de Duitsers, aangezien de planten in alle andere huizen verlepten. Tijdens een huiszoeking werd Peelen niet gevonden. Na twee weken vertrok hij richting familie in Ede.
In de maanden daarna keerde Peelen met Duitse toestemming meerdere keren terug naar Renkum. Hij leidde transporten die de achtergebleven voedselvoorraden ophaalden. Dit werd hem door de in Renkum aanwezige Duitsers niet per se in dank afgenomen. Hij zat samen met een paar helpers een nacht gevangen, maar werd na bemiddeling van zijn Duitse begeleider vrijgelaten. In de laatste weken van de oorlog werd Peelen ingeschakeld voor Duitse oorlogstransporten.

### t Begon onder melkenstijd
In 1946 verscheen van de hand van zijn broer Gerrit Jacob Peelen (1905-1966) het boek over Peelens oorlogservaringen onder de titel 't Begon onder melkenstijd, een verwijzing naar de dood van Jacob Peelen. De inhoud van het boek was niet onomstreden binnen de kringen van het naoorlogse verzet. Zo bevat het boek veel feitelijke onjuistheden, is Peelens aandeel in Operatie Pegasus I te dik aangezet en wordt hem ten onrechte deelname aan verschillende acties toegedicht. Zo laat de auteur Peelen in het boek deelnemen aan een wapendropping. Feitelijk ging het echter niet om Jan Peelen, maar om zijn neef Wim, iets wat de auteur ook toegeeft. Ook vond de dropping niet in februari 1945, maar in november 1944 plaats.
Historicus Loe de Jong baseerde een groot deel van zijn beschrijving van Operatie Pegasus I in deel 10 van Het Koninkrijk der Nederlanden in de Tweede Wereldoorlog op het boek over Peelen, en bedeelde hem daardoor een hoofdrol toe. Later kwam hij tot het inzicht dat hij het boek beter niet als bron had kunnen gebruiken.

### Naoorlogse jaren
Van december 1945 tot augustus 1952 diende Jan Peelen vrijwillig als soldaat in Nederlands-Indië. Aan het begin van de jaren zestig verhuisde Jan Peelen naar Krommenie. Later woonde hij in Zaandijk.

## Persoonlijk
Peelen trouwde in 1950 met Jeltje van Hoving (1915-1993). Samen kregen zij drie kinderen.

## Eerbetoon
Peelen ontving na de oorlog verschillende hoge onderscheidingen. In december 1949 ontving hij Ridder in de Militaire Willems-Orde. De Britse koning George VI verleende Jan Peelen de Medaille van de Koning voor Moed tijdens het verdedigen van de Vrijheid. Verder ontving hij het Oorlogsherinneringskruis, het Verzetsherdenkingskruis en het Ereteken voor Orde en Vrede met vier gespen voor vier jaar dienst in Indië.
In Renkum is er een straat naar Peelen vernoemd, het Jan Peelenplantsoen. In zijn boerderij is een bed & breakfast gevestigd onder de naam Huis van Peelen.